# It Is Not the Pornographer That Is Perverse...
It is Not the Pornographer That is Perverse... és una col·lecció del 2018 en anglès i alemany de quatre curtmetratges dirigits per Bruce LaBruce per a l'estudi CockyBoys. El títol es refereix a la pel·lícula de Rosa von Praunheim Nicht der Homosexuelle ist pervers, sondern die Situation, in der er lebt (1971).

## Història
La pel·lícula conté quatre parts independents però interconnectades i amb personatges superposats.

### Part 1 Diablo en Madrid
Un diable emergeix de l'inframón al cementiri de Madrid i comença a seduir tots els homes que hi estan de dol. Un àngel, interpretat per Sean Ford, comença a veure els fets diabòlics. Quan l'àngel finalment s'enfronta al diable, el resultat és una batalla èpica entre el bé i el mal. El personatge del lector és el mateix que un professor a la part 2.

### Segment 2: Über Menschen
Un professor, interpretat per Colby Keller, visita Madrid des de Buenos Aires i contempla suïcidar-se saltant de l'aqüeducte de Segòvia, conegut com un lloc notori de suïcidis. Quan el seu jove conductor Uber s'adona d'això, el diu que no ho faci i li ofereix un recorregut molt personal i seductor per la ciutat.

### Segment 3: Purple Army Faction
En un futur proper, s'ha format un grup terrorista anomenat Purple Army Faction (PAF) vol reduir la població en un món perillosament superpoblat, impedint que la gent es reprodueixi. Per això, segresten heterosexuals desprevinguts, un interpretat per François Sagat, i els inclinen cap a la causa gai.

### Segment 4: Dirty Cinema (Fleapit)
A la dècada dels setanta, una sala de cinema de mala qualitat que mostrava pel·lícules B i porno softcore es deia "fleapit". A "Fleapit", un grup d'onze persones que veuen The Raspberry Reich de Bruce LaBruce en un teatre comencen a coquetejar lentament entre ells, excitant-se sexualment cada cop més a mesura que veuen el porno a la pantalla fins que ells mateixos formen part de la pel·lícula porno.